# 恆春縣
恆春縣（1875年－1895年），臺灣清治時期縣名。清朝光緒元年（1875年），拆分鳳山縣率芒溪以南之地置恆春縣，治今臺灣屏東縣東南恆春鎮，屬臺灣府。光緒十三年（1887年）改屬臺南府，同年恆春知縣周有基片面宣布將紅頭嶼（蘭嶼）併入清帝國版圖，隸屬於恒春縣。1893年時人口約兩萬人。
光緒二十一年（1895年）隨馬關條約簽訂，清國將福建臺灣省割讓給日本，臺南府改稱臺南縣，恆春縣改稱恆春支廳，其下轄有車城庄、恆春庄。
恆春轄區主要範圍為今屏東縣枋寮鄉以南之恆春半島平原地區，大約為今日之枋山鄉及車城鄉、恆春鎮一帶。

## 行政區劃
恆春縣共分為東南西北共四鄉，四鄉再下分為十三里，其中位在西南的宣化、德和、仁壽、興文、善餘、嘉禾六里為漢人所居住，東邊的安定、長樂、治平、泰慶四里則是原住民所居住，東西之間的咸昌、至厚、永靖三里則是漢人與原住民混居的地區:41。里之下又有各個莊與社，「莊」指的是漢人（閩南民系、客家民系為主）的聚落，其中客家人的聚落又會稱為「客莊」，至於「社」則是原住民的聚落:41。
- 東鄉：安定里、長樂里、治平里
- 西鄉：德和里、興文里、善餘里、仁壽里
- 南鄉：至厚里、永靖里、宣化里
- 北鄉：咸昌里、泰慶里、嘉禾里[2]:114